# Aganocrossus krikkeni
Aganocrossus krikkeni är en skalbaggsart som beskrevs av Bordat 1992. Aganocrossus krikkeni ingår i släktet Aganocrossus och familjen Aphodiidae. Inga underarter finns listade i Catalogue of Life.